# Charles Alexandre Marie Dalloz
Pour les articles homonymes, voir Dalloz (homonymie).
Charles Alexandre Marie Dalloz est un homme politique français né le 3 mai 1759 à Saint-Claude (Jura) et décédé le 3 octobre 1793 à Genève.

## Biographie
Charles Alexandre Marie Dalloz est le fils de Jean Philippe Laurent Dalloz, avocat en parlement, et d'Anne Thérèse Vuillerme du Chatillonnais.
Président du tribunal de district de Saint-Claude, il est député du Jura de 1791 à 1792, votant avec les modérés.

## Sources
- « Charles Alexandre Marie Dalloz », dans Adolphe Robert et Gaston Cougny, Dictionnaire des parlementaires français, Edgar Bourloton, 1889-1891 [détail de l’édition]